# Tagea Brandt
Tagea Brandt (født Rovsing, 17. marts 1847 i København, død 6. juni 1882 i Odense) var en dansk kvinde. Tagea Brandts Rejselegat er opkaldt efter hende.

## Biografi
Brandt blev født Tagea Rovsing i København den 17. marts 1847. Hun er datter af pædagog, forstander og politiker Kristen Rovsing (1812–1889) og feminist og kvinderetsaktivist Marie Rovsing (1814–1888).
Hun gik i skole på den progressive pigeskole Døtreskolen af 1791, og lærte fransk i Paris i 1861.
Hendes mor tilhørte pionergenerationen i den danske kvindebevægelses første bølge af feminisme og var et af de første medlemmer af Dansk Kvindesamfund, da det blev grundlagt i 1871. Tagea og hendes søster Esther blev af deres mor introduceret til Kvindelig Læseforening hvor hun var bestyrelsesmedlem og sekretær fra 1877 til 1880. Hun var kendt i foreningen for sit klare hoved og optimisme.
I 1880 frasagde hun sig sin bestyrelsespost for at indgå et kærlighedsægteskab året efter med danske industrimand Vilhelm Brandt som hun havde kendt i ti år. Hun døde i Odense i 1882, et år efter sit ægteskab, af en blodssygdom. Hendes pludselige død inspirerede hendes enkemand til at oprette Tagea Brandts Rejselegat til hendes ære. Legatet uddeles til fremragende kvinder inden for videnskab, billedkunst, musik, litteratur og skuespilkunst.